# District de Kitamorokata
Le district de Kitamorokata (北諸県郡, Kitamorokata-gun) est un district de la préfecture de Miyazaki, au Japon.

## Géographie

### Démographie
Le 1er avril 2008, le district de Kitamorokata comptait 24 556 habitants répartis sur une superficie de 110,01 km2 (densité de population de 223 hab./km2).

### Municipalités du district
- Mimata.